# Dretea, Cluj
Dretea este un sat în comuna Mănăstireni din județul Cluj, Transilvania, România.

## Istoric
A existat o biserică reformată, demolată în anul 1878.
În 1962 a fost colectivizat.
În prezent are 120 de locuitori, majoritatea români. Ca religii, majoritatea sunt ortodocși, mai sunt în sat puțini baptiști și martori ai lui Iehova. A fost părăsit în masă de tineri și se află într-un proces de îmbătrânire, aproape de dispariție. 
Biserica Ortodoxă atestată de la 1672 a fost vândută în 2002 Muzeului din Sibiu.  Între 1940 și 1944, în urma Dictatului de la Viena a fost sat de graniță (între România și Ungaria).

## Date geografice
Se află la 5 km distanță de DN1, aproape de Hanul Izvoru Crișului, la 15 km de Huedin și 43 km de Cluj-Napoca.
Satul a fost legat la rețeaua de curent electric în 1959 iar în 2008 la cea de apă potabilă.

## Oameni
- loan Roman (n. 26 Mai 1830 - d. ianuarie 1904) - notar, participant la revoluția din 1848, autor al unei "Căzanii poporale", o carte de îndreptare morală.[2]